# Diego Cuoghi
Diego Cuoghi (né en 1955 à Sassuolo, dans la province de Modène, en Émilie-Romagne - ) est un historien de l'art, un artiste et un écrivain italien.

## Biographie
Après des études supérieures au  Liceo Artistico de Bologne et universitaires à la Facoltà di Architettura de Florence, Diego Cuoghi en sort licencié avec une thèse d'histoire de l'art.
Il travaille ensuite en imagerie de synthèse d'image 3D en  architecture, dans le design industriel, dans la réalisation d'images pour catalogues pour les industries céramiques, et  en même temps même dans autres secteurs, comme l'édition (livres et disques), couvertures de revues, les couvertures de disques pour différents groupes et les musiciens : C.S.I. (Consortium Suonatori Indépendants), Disciplinatha, AFA, Ustmamo, Max Gazzè, Mimmo Locasciulli, Fiamma Fumana, Nada, Massimo Zamboni…
Outre son travail graphique il accomplit des études et recherches en architecture et en arts plastiques, et publie  plusieurs ouvrages sur  l'œuvre de Giovan Battista Aleotti (1546-1636),  architecte de Ferrare, et à la « reconstruction » du célèbre Camerino de l’Enéide, à l'occasion de l'exposition Signore cortese e umanissimo sur Ludovico Ariosto en  1994 à  Reggio d'Émilie
Un de ses travaux les plus récents en histoire de l'art consista à identifier les sujets dans les fresques de Nicolò dell'Abbate et publié dans le catalogue de l'exposition de  Modène en 2005, et une étude sur les interprétations erronées dans les œuvres de Léonard de Vinci intitulée  Dietro il Codice da Vinci, sous la direction de Mariano Tomatis.
Il publie également des dossiers sur le web pour des sujets d'histoire de l'art comme ARTE E UFO? No grazie, solo arte per favore... sur la surinterprétation des objets mystérieux (OVNI) dans les œuvres d'art d'avant le XIXe siècle.

## Publications
- 1990 - I cieli e la terra, catalogo della mostra.
- 1993 - La rocca di Scandiano nei progetti di G.B. Aleotti, in Atti e memorie, Serie XI - Vol. XVI, Deputazione di Storia Patria, Modena.
- 1994 - Per la definizione della localizzazione del Camerino Dipinto e del Paradiso di Nicolò dell'Abate, in Signore cortese e umanissimo - Viaggio intorno a Ludovico Ariosto, Marsilio, Venezia.
- 2003 - Giovan Battista Aleotti a Scandiano, in Giovan Battista Aleotti e l'architettura, a cura di C. Cavicchi, F. Ceccarelli, R. Torlontano, Edizioni Diabasis.
- 2003 - Le donne e i cavalieri di Nicolò Dell'Abate nella residenza dei Boiardo a Scandiano, in Atti e Memorie Serie XI - Vol. XXV, Deputazione di Storia Patria, Modena.
- 2003 - I misteri della mappa di Piri Reis, in Gli Enigmi della storia, a cura di Massimo Polidoro, edizioni Piemme.
- 2004 - The Art of Imagining UFOs, in Skeptic, Vol.11 No.1.
- 2004 - Scandiano e i Thiene, in L'ambizione di essere città - Piccoli, grandi centri nell'Italia rinascimentale, a cura di Elena Svalduz, Silvana Editoriale.
- 2005 - Ut pictura poesis, in Nicolò dell'Abate - Storie dipinte nella pittura del cinquecento tra Modena e Fontainebleau, Catalogo della mostra, Silvana Editoriale.
- 2006 - De-codificare Leonardo, in Dietro il Codice da Vinci, a cura di Mariano Tomatis, I Quaderni del CICAP, n.7.
- 2007 - L'Eneide a Scandiano, un'ipotesi iconografica, in I luoghi di Nicolò dell'Abate, pitture murali e interventi di restauro, a cura di Angelo Mazza, Interlinea Edizioni.
- 2009 - Una nuova ricostruzione del Camerino dell'Eneide, in Nicolò dell'Abate alla corte dei Boiardo - Il Paradiso ritrovato, a cura di Angelo Mazza e Massimo Mussini, Silvana Editoriale.

## Expositions
- 1978 - Exposition personnelle (photographies en noir et blanc, dessins et pastels), Galleria Carani, Sassuolo.
- 1985 - Exposition personnelle (photographies en noir et blanc, compositions images/photographies), Galleria Civica d'Arte Moderna, Sassuolo.
- 1988 - Exposition personnelle (reproductions cibachrome), Galleria Stieglitz, Modena.
- 1988 - B&N (photographies en noir et blanc), Palazzo dei Priori, Fermo.
- 1990 - I cieli e la terra, Centro Culturale Paggeria Nuova, Sassuolo (cibachrome).
- 1994 - I cieli e la terra in occasione di De obscura machina, Chiostri di S.Pietro, Reggio Emilia (cibachrome et computergrafica).
- 1994 - I cieli e la terra (reproductions cibachrome), Spoleto fotografia, Museo Civico, Spoleto.
- 1995 - Altre immagini, Ratafià - Centro Giovani Europa, Parma.
- 1995 - Altre immagini, esposizione in Internet.
- 1995 - Altre immagini, Casa nel Parco, Sassuolo.
- 1995 - Della priorità del cuore, Chiesa di S. Filippo, Reggio Emilia (collettiva a cura di Gianni Nicolini).
- 1997 - Così per fare, Galleria Il Fienile, Castel S. Pietro Terme; assieme a Fausto De Nisco e Luciano Ricchi.
- 1997 -  "Antologica personale", Castello di Arceto, a cura di Stefano Gualdi.
- 1998 - D'aria e luce, Galleria Comunale d'Arte Moderna, Sassuolo, a cura di Betta Frigieri.
- 1999 - Arte sacra?, Galleria D'AS, Pavullo (Mo), a cura di Enrico Tagliazucchi (mostra collettiva).
- 1999 - Musica Senza Suono, Civico Museo Revoltella, Trieste, a cura di Francesco Messina ed Enzo Gentile (mostra collettiva).
- 1999 - Art Design in Italia, Chiesa di San Francesco, Udine, a cura di Francesco Messina e Giorgio Camuffo (mostra collettiva).
- 2008 - L'altro paese (photographies en couleurs), Paggeria Arte, Sassuolo.

## Sources
- Site officiel